# Carl-Einar Håkansson
Carl-Einar Håkansson, folkbokförd Carl Einar Håkansson, född 31 juli 1918 i Örgryte församling i Göteborg, död 18 april 2003 i Oscars församling i Stockholm, var en svensk läkare.
Efter medicine licentiat-examen i Stockholm 1945 och ett år som amanuens vid Allmänna BB kom han till S:t Eriks sjukhus 1946 där hade han olika läkarförordnanden fram till 1958. Han var företagsläkare hos AB Elektro Helios i Stockholm från 1958 och Rederi AB Svea från 1959. Han var specialist inom allmän kirurgi och senare verksam hos Marabou. Han var marinläkare av l:a graden i Marinläkarkårens reserv från 1952.
Håkansson blev adopterad av direktören Axel Håkansson och Margit Levander. Han gifte sig 1954 med skådespelaren Karin Nordgren (1919–2001) och paret fick en dotter Ann-Christine (född 1957). Han är begravd på Norra begravningsplatsen utanför Stockholm.